# Sphinctothorax
Sphinctothorax is een geslacht van wantsen uit de familie van de Miridae (Blindwantsen). Het geslacht werd voor het eerst wetenschappelijk beschreven door Carl Stål in 1853.

## Soorten
Het genus bevat de volgende soorten:

- Sphinctothorax leucophaeus (Germar, 1837)
- Sphinctothorax montandoni Kirkaldy, 1902
- Sphinctothorax stridulatus Linnavuori, 1972